# 도라산역

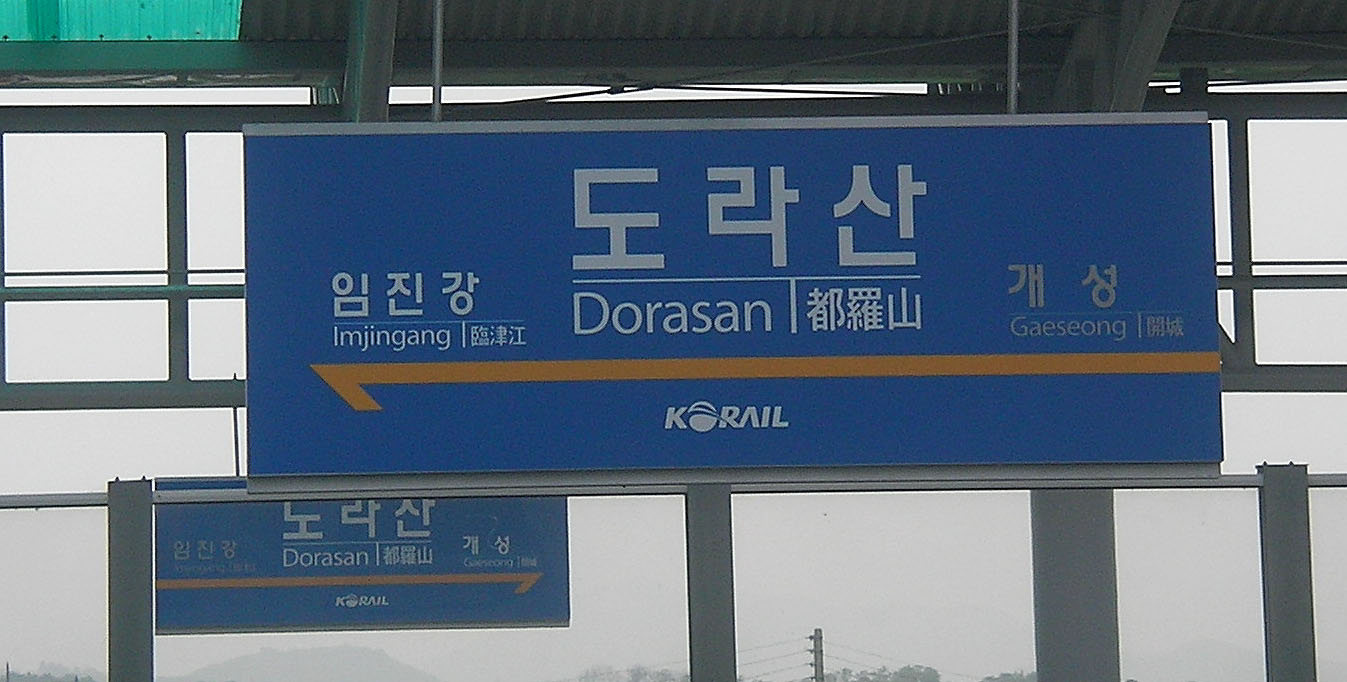
역명판

도라산역(Dorasan station, 都羅山驛)은 대한민국 경기도 파주시 장단면 노상리에 있는 한국철도공사의 철도역이다. 경의선의 종점이며, 북쪽으로 평부선과 이어진다. 경의선철도 남북출입사무소가 병설되어 있다. 역명은 인근의 도라산에서 유래하였다. 이 역부터 임진강역을 지나서 문산역을 지나서 디지털미디어시티역, 서울역까지 지상 구간이다.

## 개요
민간인출입통제구역(CCZ) 내에 있다. 따라서 열차가 운행하는 날짜가 정해져 있고, 민간인이 도라산역에 가기 위해서는 임진강역에서 출입 수속을 거쳐야 하며, 돌아오는 열차 승차권을 미리 구입해서 소지해야 한다.
2002년 2월 12일, 철도운행이 중단된 지 52년 만에 임진강을 건너가는 특별 망배열차(望拜列車)가 운행되었다. 이 역을 지나면 장단역→판문역→봉동역→손하역을 거쳐 개성역에 다다르는데, 역명판에는 다음 역을 개성역으로 표시하고 있다.
2002년, 대한민국의 대통령 김대중과 미국의 대통령 조지 W. 부시가 이 역을 방문하여 연설하고 철도 침목에 서명하는 행사를 하여 한반도 통일의 염원을 상징하는 대표적인 장소가 되었다.
역에는 “남쪽의 마지막 역이 아니라 북으로 가는 첫번째 역입니다.”라는 슬로건이 역사 내의 광고판에 붙어 있다.
문산역 이북 구간의 전철화 때 도라산역도 전철화하기로 하고 2021년 11월 27일에 개통하려고 했으나, 코로나19 확산의 후폭풍으로 12월 11일로 연기됐다. 주말휴일에만 임진강역에서 1일 1회 셔틀전동열차로 운행하다가 2022년 2월 12일부터 다시 운행 중단되었다가 2024년 8월 9일부터 운행 재개되었다. 매달 둘째주 금요일에만 임진강역에서 1일 1회 셔틀전동열차로 운행한다.

## 연혁
- 2000년 9월 18일: 경의선 복원공사 착공
- 2002년 2월 12일: 도라산 망배열차 운행
- 2002년 4월 11일: 보통역으로 영업 개시
- 2007년 5월 17일: 남북철도연결구간 열차시험운행
- 2007년 6월 1일: 새마을호 운행 개시
- 2007년 12월 11일: 북측 판문역까지 화물열차 운행
- 2009년 7월 1일: 수도권 전철 경의선 서울~문산간 개통으로 새마을호 운행 중지, 통근열차로 대체
- 2010년 12월 30일: 화물 취급 중지[1]
- 2014년 5월 1일: 통근열차 운행 중지
- 2014년 5월 4일: 평화열차(DMZ train) 운행 개시 (새마을호 특실 등급)
- 2018년 11월 30일: 남북 철도 공동조사 시작
- 2019년 10월 2일: 평화열차 운행 중지[2]
- 2021년 7월 28일: 시운전[3]
- 2021년 12월 11일: ● 수도권 전철 경의·중앙선 임진강 ~ 도라산 구간 개통과 함께 임진강역 ~ 도라산역간 셔틀 전동열차 운행 개시[4]
- 2022년 2월 12일: 코로나 확산으로 운행 중단.
- 2022년 12월 17일 : 운천역 개통과 함께 역번호를 기존 K337에서 K338로 변경
- 2024년 8월 9일: ● 수도권 전철 경의·중앙선 임진강역 ~ 도라산역간 셔틀 전동열차 운행 재개

## 구조
지상 2층, 지하 1층 규모의 지상역이다. 경의선철도 남북출입사무소가 병설되어, 역 구내에 출입경관리소 및 보안 검색대, 출입경 심사대 및 세관 시설이 있다.
역 남동쪽에서는 인근의 도라산물류센터로 이어지는 선로가 분기된다.

### 승강장
승강장은 3면 5선이며, 승강장과 접하지 않은 선로가 1번 승강장과 2번 승강장 사이에 하나, 5번 승강장 남서측에 셋으로 총 넷이 있다. 평소에는 1번 승강장만 영업에 사용된다.
| ↑ 임진강                                |
| \| ２３ \| ４５ \| 1 \| ２３ \| ４５ \| |
| 판문 ↓                                  |

| 승강장 | 경의선                    | 사용하지 않음    |
| 상     | ● 수도권 전철 경의·중앙선 | 임진강·문산 방면 |
| 2~3    | 경의선                    | 사용하지 않음    |
| 4~5    | 경의선                    | 사용하지 않음    |

## 이용과 관광
도라산역은 민간인출입통제구역(DMZ) 안에 있는 역으로, 출입할 경우 이전 역인 임진강역에서 신원 조회와 관할 사단인 제1보병사단 헌병대의 보안 수속을 거쳐야 하며, 미성년자의 경우는 보호자가 동행해야만 출입할 수 있다. 기차로는 월요일과 공휴일을 제외한 모든 날에, 용산역에서 출발하는 DMZ-TRAIN을 이용하여 올 수 있다. 수도권 전철 경의선 개통 이전에 따라 기존에 운행되던 서울 - 도라산 새마을호 2회는 수도권 전철 경의선의 개통으로 운행 열차가 38편에서 150편으로 늘어나면서 선로 용량 포화가 우려되어 운행이 중지되었다.
서울 - 도라산 새마을호 2회의 폐지 이후 2014년까지 통근열차가 본 역까지 운행하였으며 현재는 용산발 DMZ-TRAIN이 이를 대신하고 있다. 도라산역 관광에는 도라산역만 관광하는 역 관광 코스와 주변 관광지를 구경할 수 있는 연계관광 코스가 있으나, 현재 역 관광 코스는 남북관계 긴장으로 인해 일시적으로 관광이 중지되어 있다. 연계관광 코스는 도라산역에서 하차, 버스를 이용하여 제3땅굴, 도라전망대, 통일촌을 관광할 수 있고, 운임은 7,400원이다. 역 관광 코스는 따로 추가 비용이 없으나, 도라산역 내부와 그 부근으로 관광장소가 제한되어 있다. 역 구내에서의 사진 촬영은 엄격히 제한되어 있으며 특히 이 역이 비무장지대 남방한계선에서 1km도 떨어져 있지 않은 관계로 군사분계선쪽을 배경으로 사진을 촬영하는 행위는 금지(근무중인 군인, 군사시설 포함)되어 있다. 입장권을 구입하면 승강장 관람이 가능하다. 역방문 기념 스탬프도 비치되어 있다.
2008년에는 이 역에서 약 300m 떨어진 곳에 조각 공원이 조성되었다. 도라산역의 상행 막차는 오후 5시 30분 정도에 출발하기 때문에 조각 공원은 오후 5시에 폐관하며, 매시 열차 승차를 위하여 승차권 개표와 함께 헌병이 출입증을 회수하는 방식으로 진행되기 때문에 마지막 열차가 정시에 출발하여야 하더라도 정해진 인원수가 미달인 경우 열차가 출발하지 않는다.
2021년 12월 11일 ● 수도권 전철 경의·중앙선 임진강 ~ 도라산역 구간만 반복 운행하는 셔틀전철 형태로 운행되며, 민간인출입통제구역 출입시 군사경찰의 검문 절차(백신 접종 증명서, 기간 만료 전 여권, 주민등록증, 운전면허증 등 신분증 지참)를 거쳐야 해당 열차를 이용할 수 있다. 주말휴일에만 왕복 2회 편도 1회만 운행한다. 이 구간 요금은 왕복 2,500원으로, 수도권 통합 환승 요금제가 적용되지 않는다.

## 인접한 역
| 경의선    | 경의선                                           | 경의선           |
| --------- | ------------------------------------------------ | ---------------- |
| 시·종착역 | ● 수도권 전철 경의·중앙선 임진강-도라산 셔틀열차 | K338 임진강 방면 |

## 사진

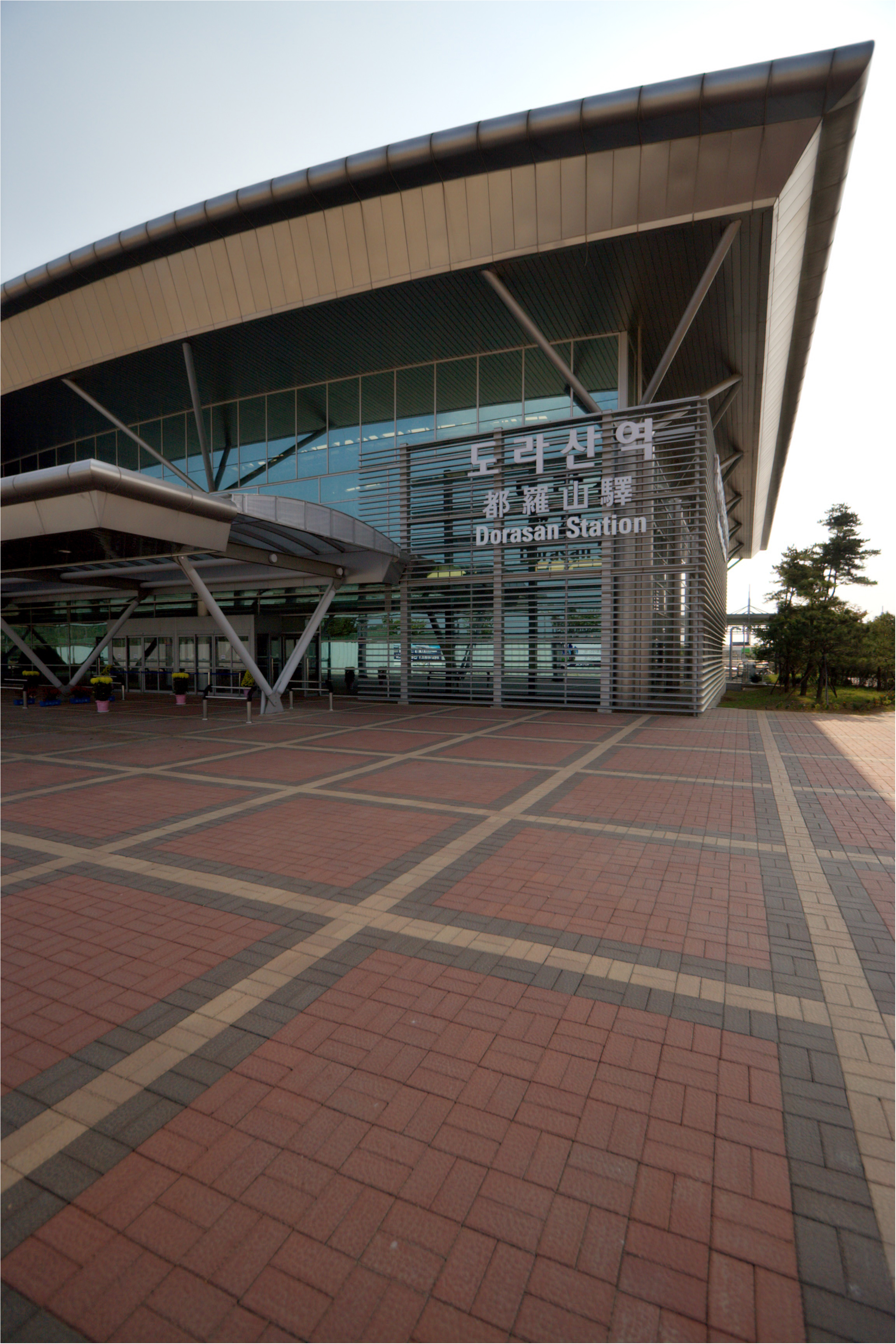
도라산역 전경
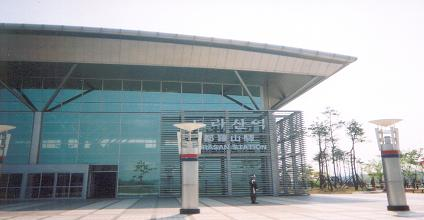
도라산역 전경
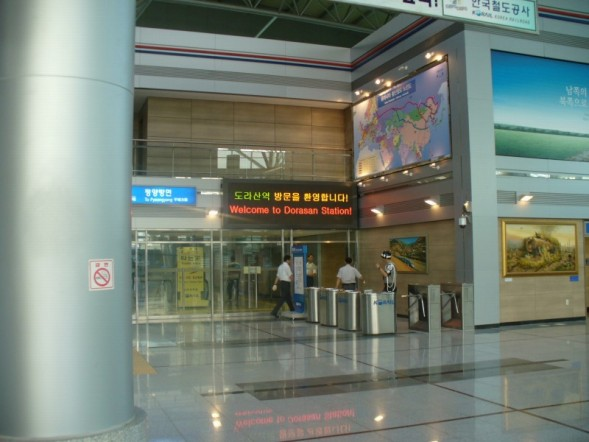
도라산역의 내부 전경
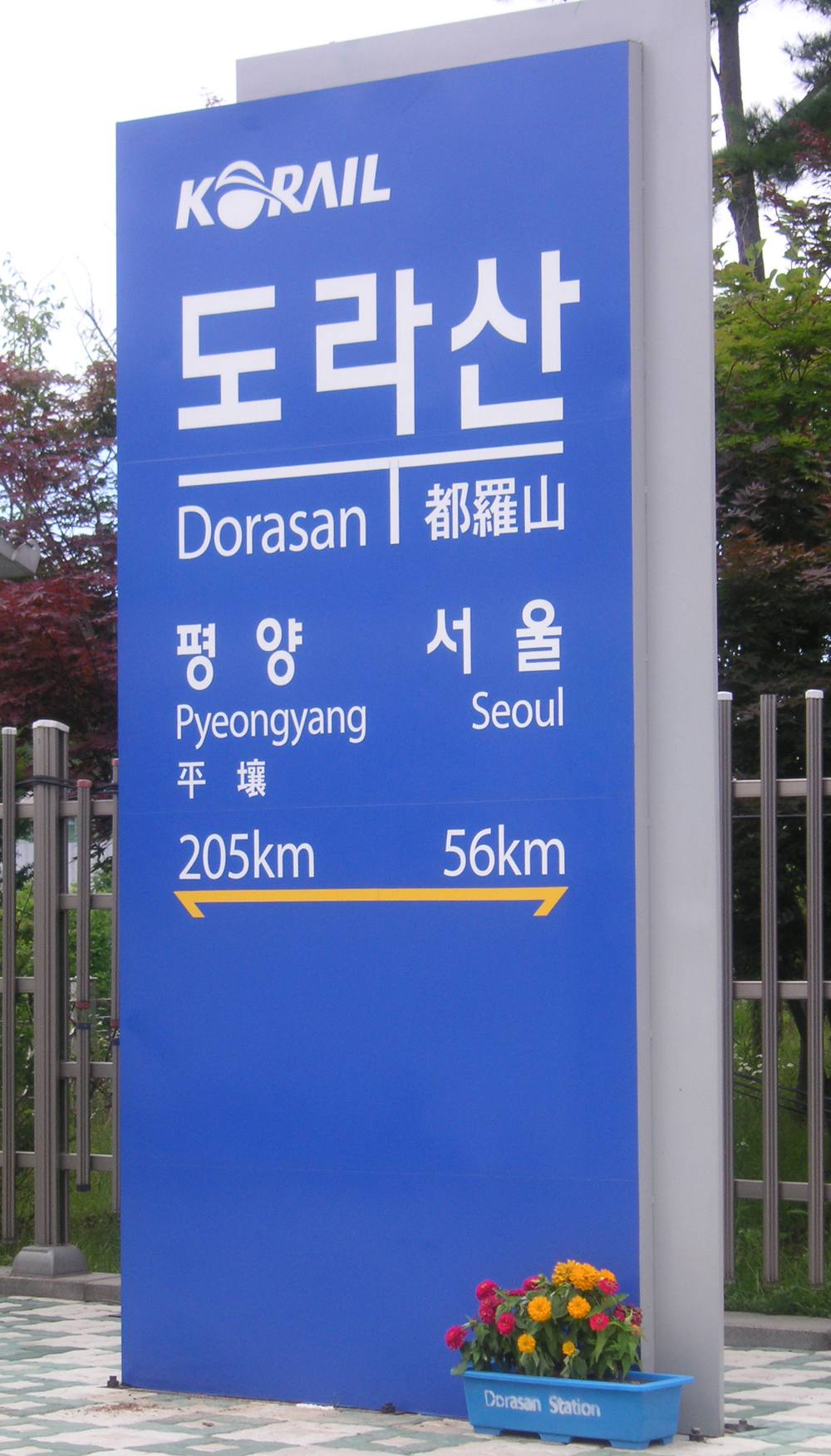
도라산역 이정표
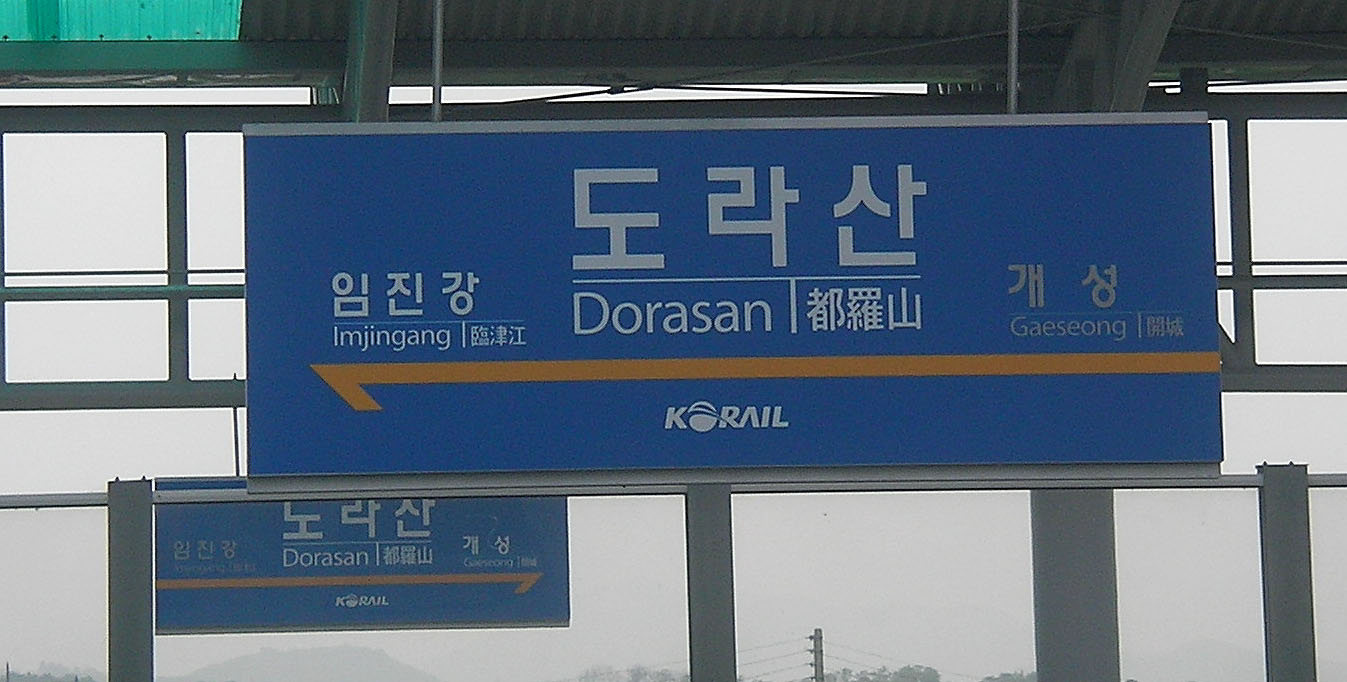
역명판
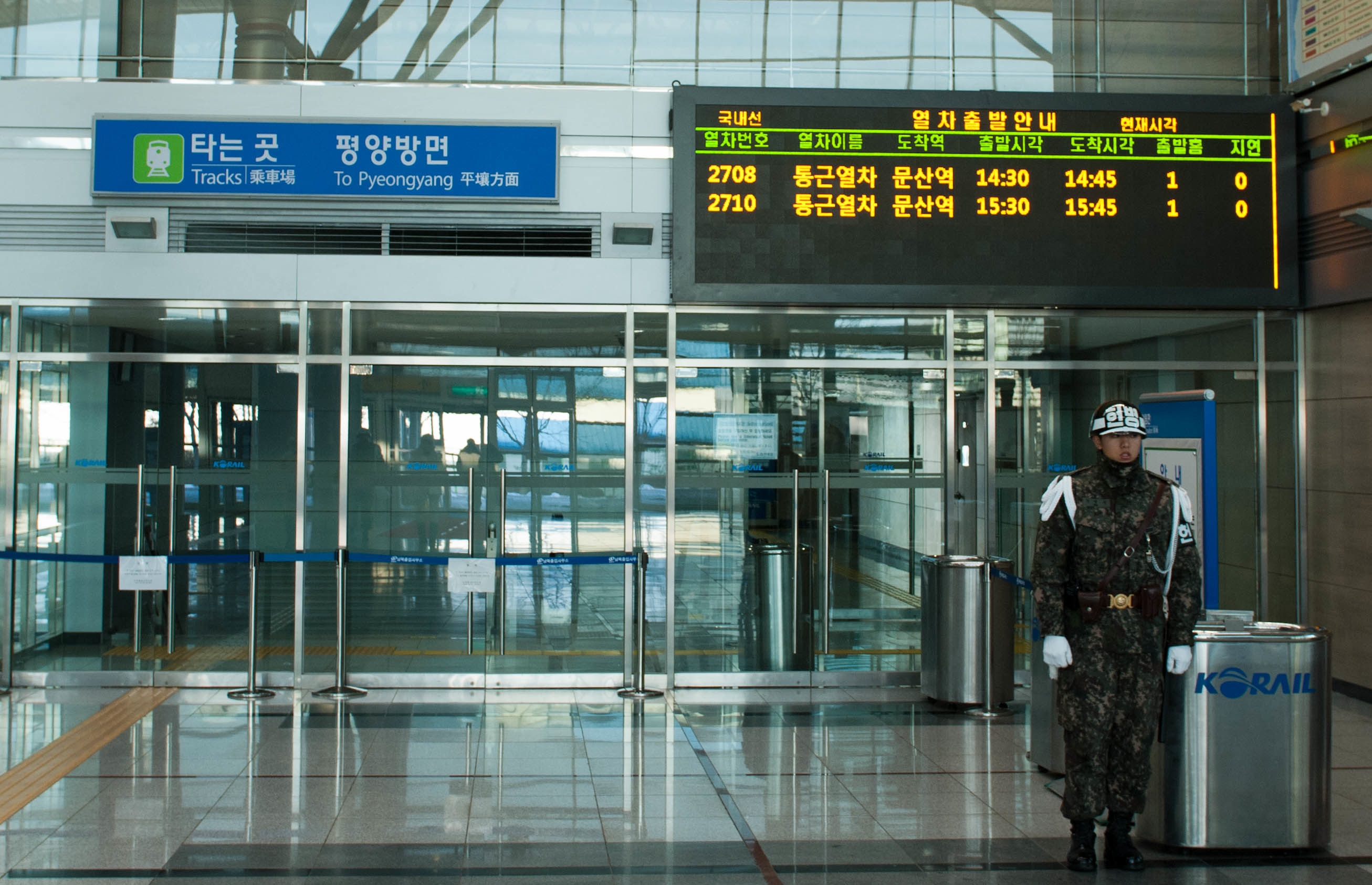
평양 방면 개찰구
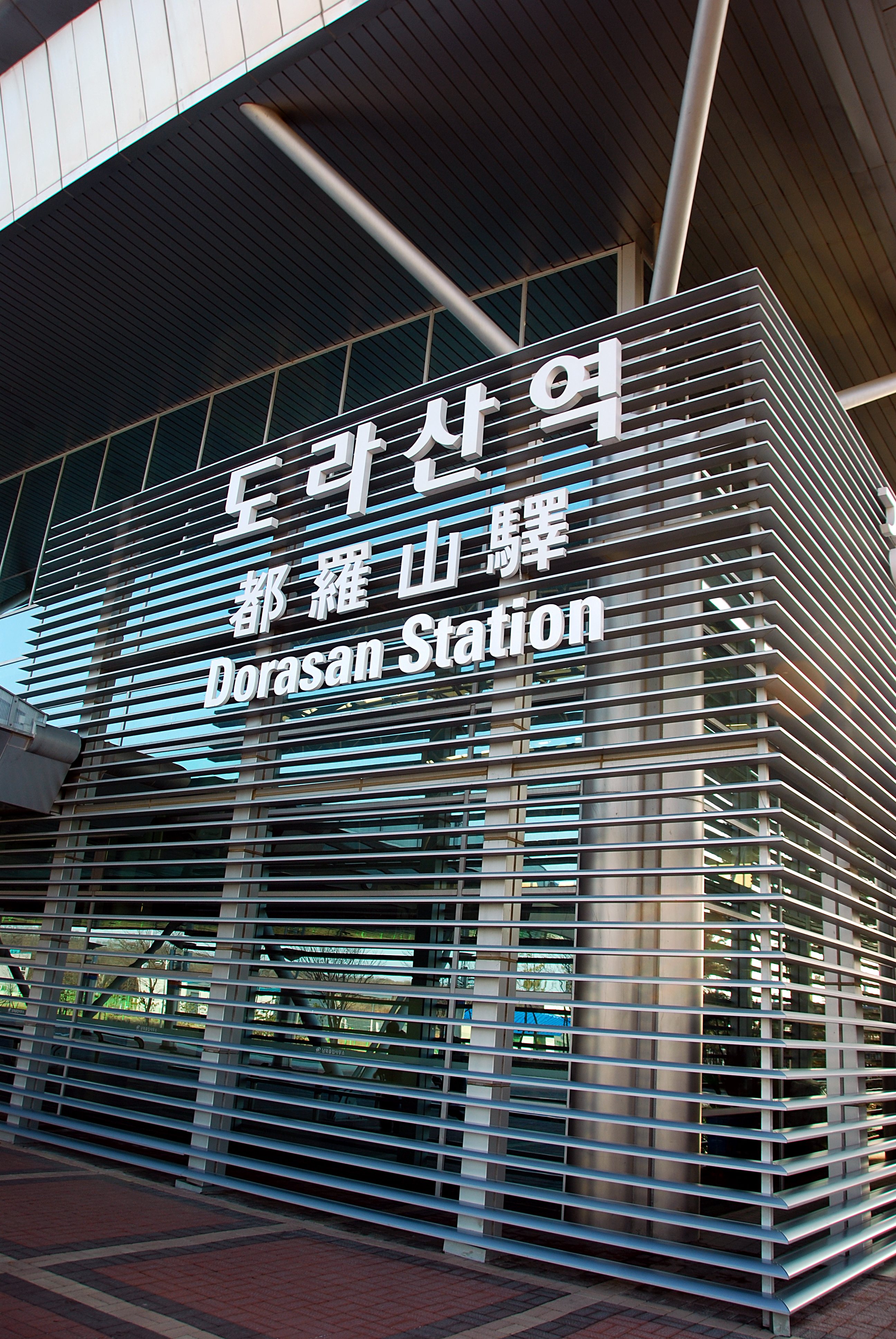
도라산역 외부 전경
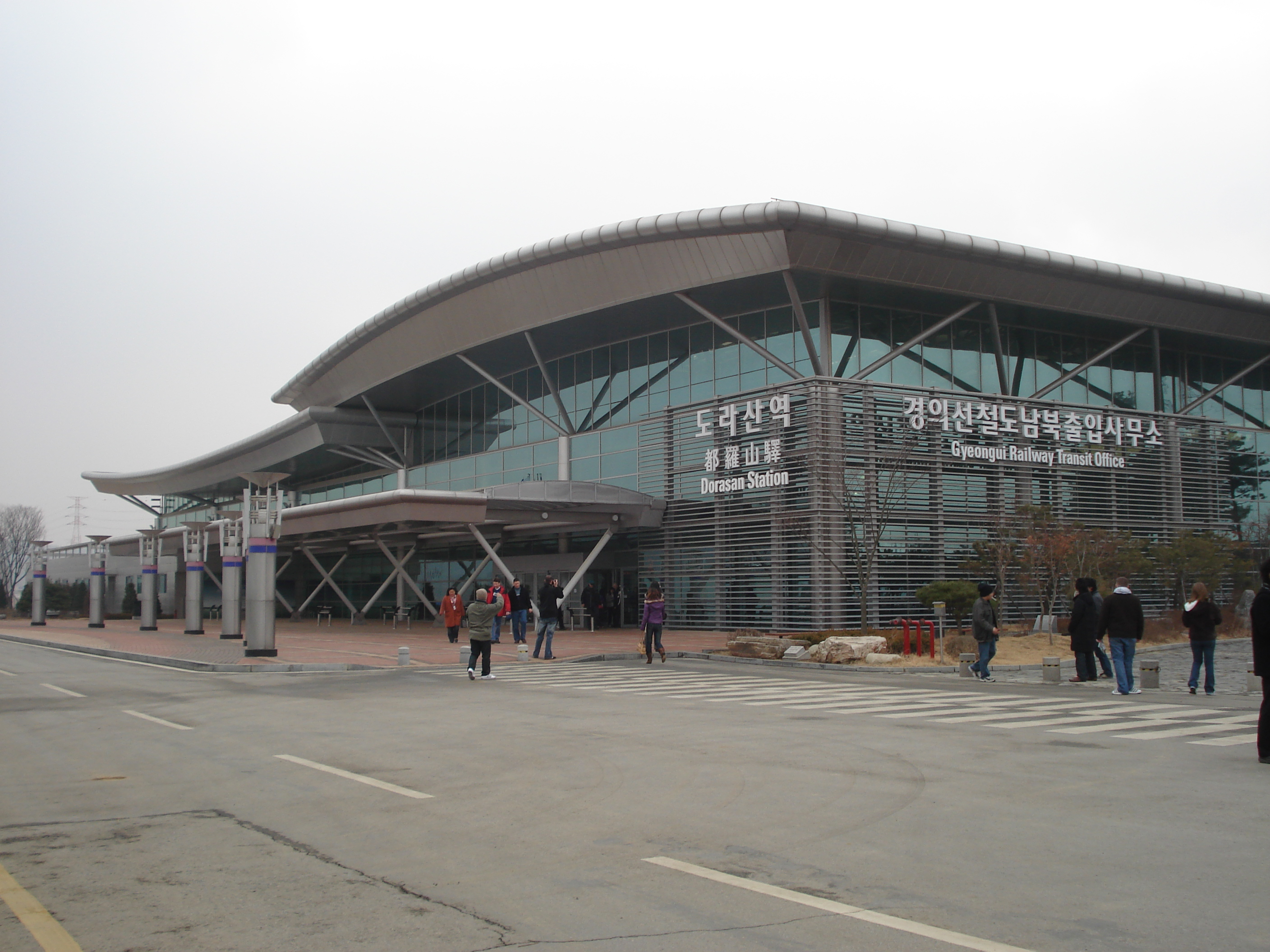
주차장에서 바라본 모습
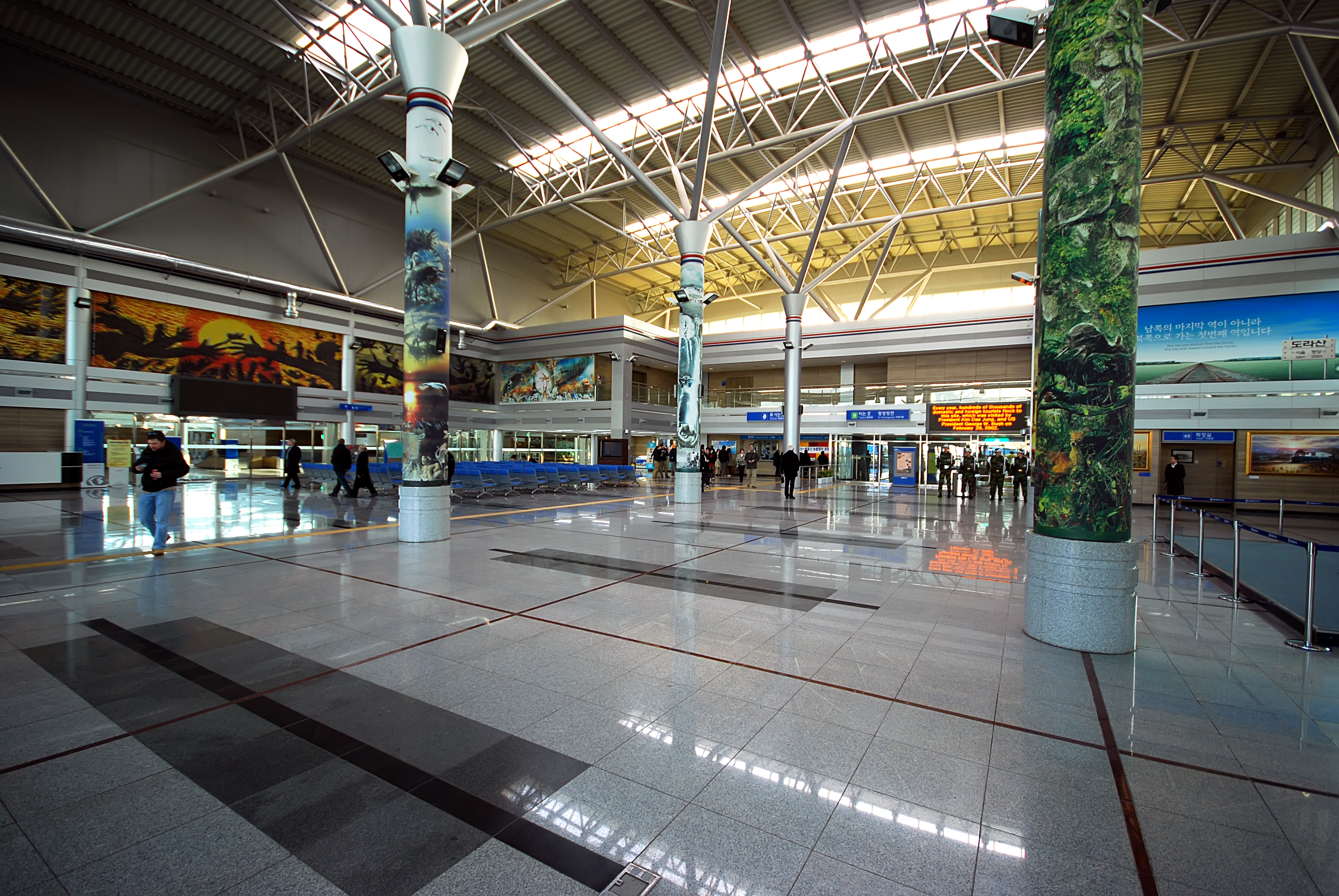
도라산역 내부
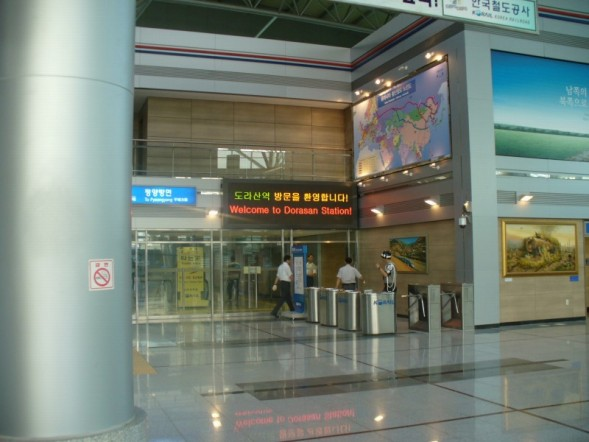
플랫폼으로 가는 입구
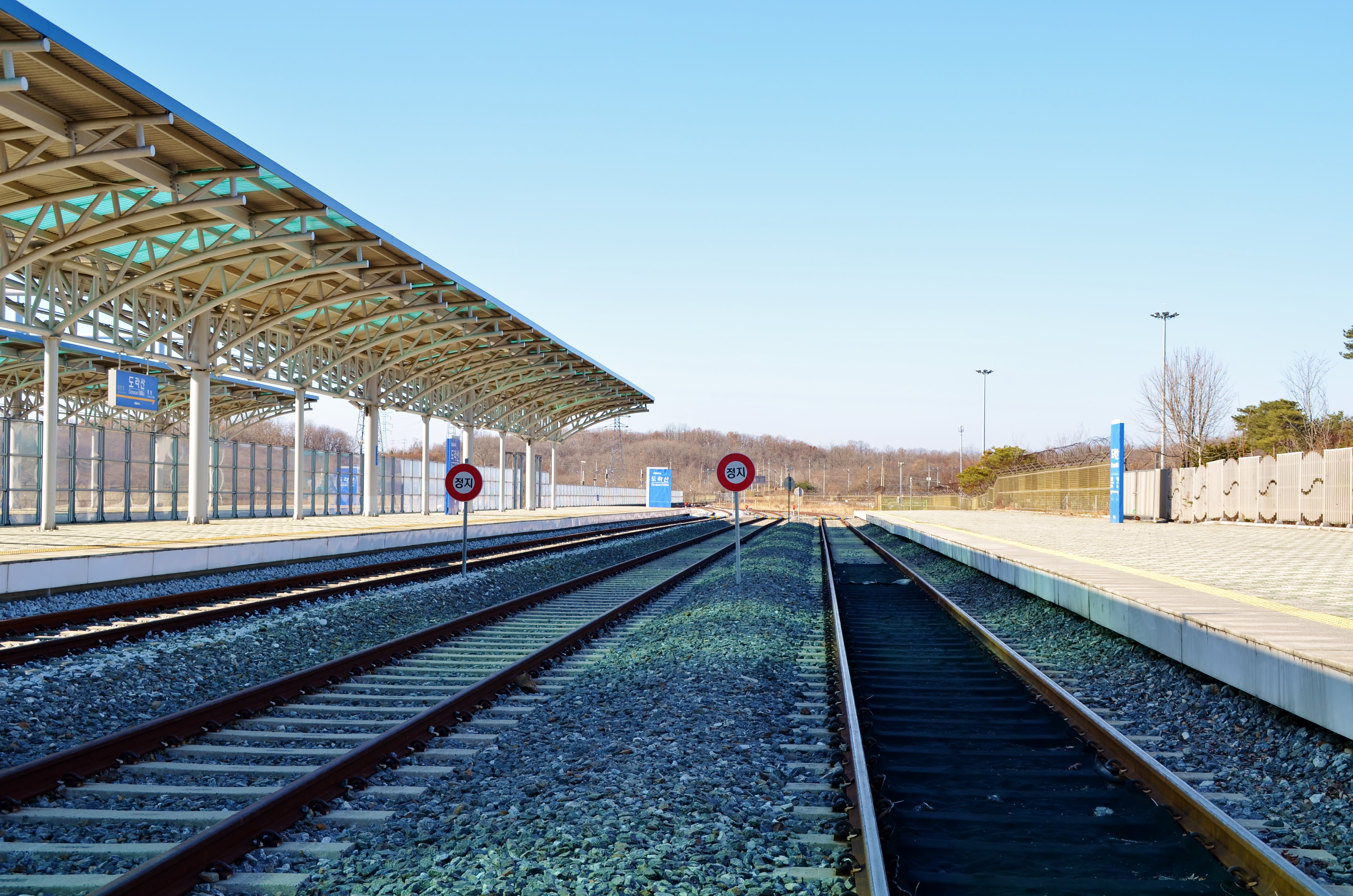
평양으로 이어지는 평부선 철도 (전철화 전, 승강장 고상 및 저상홈 변경 전)
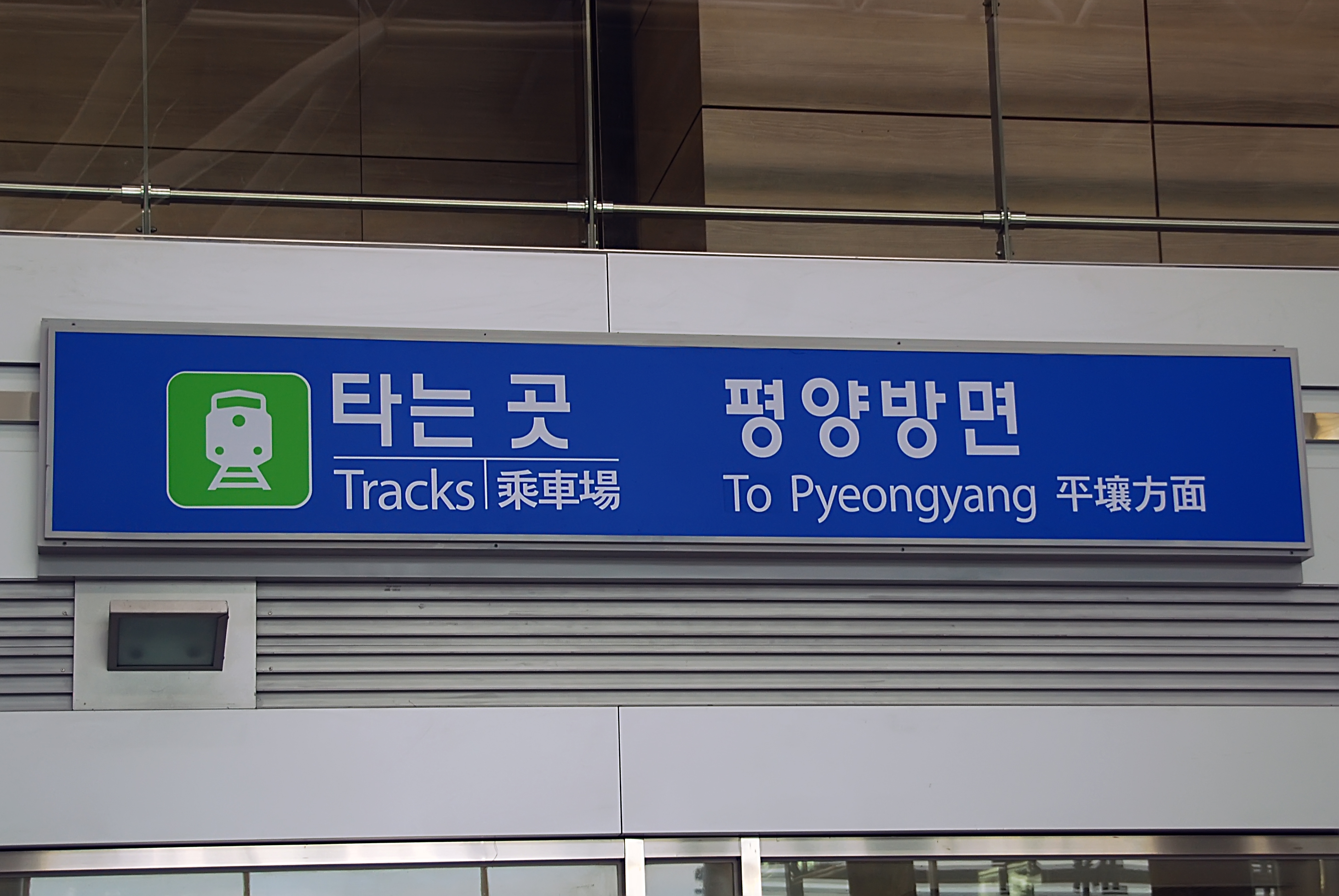
도라산역 내 평양방면 표시
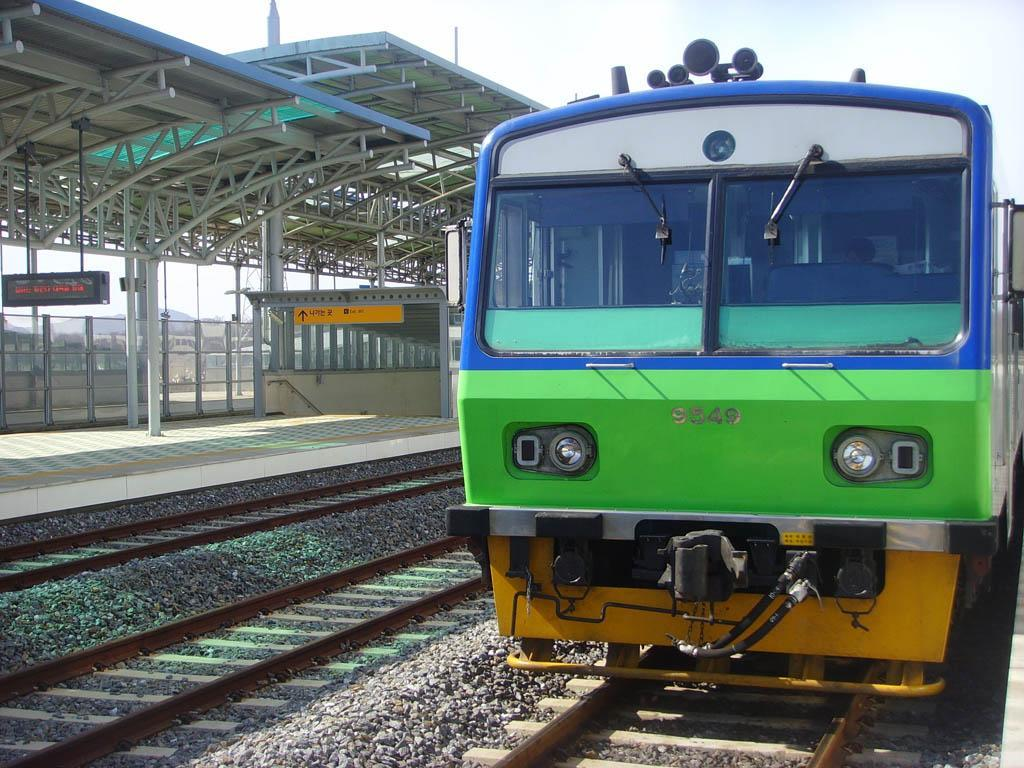
통근열차 (운행중단 전)
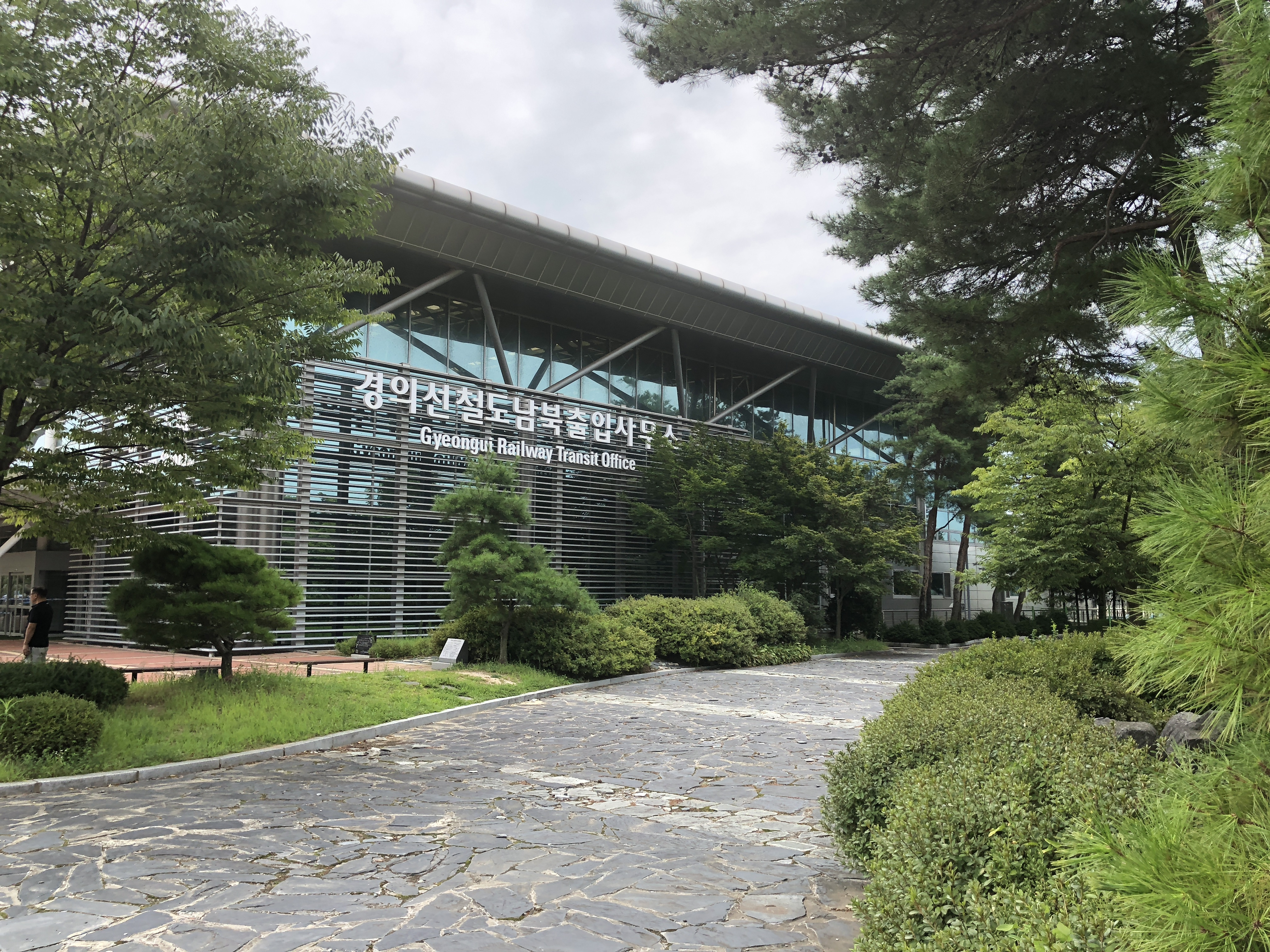
도라산역 옆 모습

## 같이 보기
- 남북출입사무소

### 민간인출입통제구역에 위치한 역들
- 경원선: 철원역, 월정리역
- 동해북부선: 제진역

### 이외 군사통제지역에 위치한 역
- 진해선: 통해역(진해군항제 기간에는 개방)